# 床門
床門（とこかど、1971年2月18日 - ）は、大相撲の床山。本名は青木守。神奈川県高座郡寒川町出身。入門時は放駒部屋、現在は芝田山部屋所属。現在一等床山を務めている。

## 履歴
- 1986年3月場所 - 採用。
- 1999年以前 - 三等床山。
- 2006年1月場所 - 二等床山に昇進。
- 2017年1月場所 - 一等床山に昇進。